# Phyllophaga guerrocans
Phyllophaga guerrocans är en skalbaggsart som beskrevs av Saylor 1938. Phyllophaga guerrocans ingår i släktet Phyllophaga och familjen Melolonthidae. Inga underarter finns listade i Catalogue of Life.